# Малый дворец Радзивиллов (Вильнюс)
Ма́лый дворе́ц Радзиви́ллов (лит.  Mažieji Radvilų rūmai) — дворец эпохи ренессанса и барокко, с элементами классицизма в декоре, в Старом городе Вильнюса на улице Вильняус 41 (Vilniaus g. 41), напротив сквера костёла Святой Екатерины и гимназии «Вичё». После реставрационных работ во дворце с 1996 года располагается Литовский музей театра, музыки и кино.
Во дворце с 1796 года действовал виленский городской театр. Дворец является памятником архитектуры (памятник архитектуры республиканского значения AtR 15) и памятником истории местного значения (IV 12). Охраняется государством, код в Регистре культурных ценностей Литовской Республики 644. 

## История

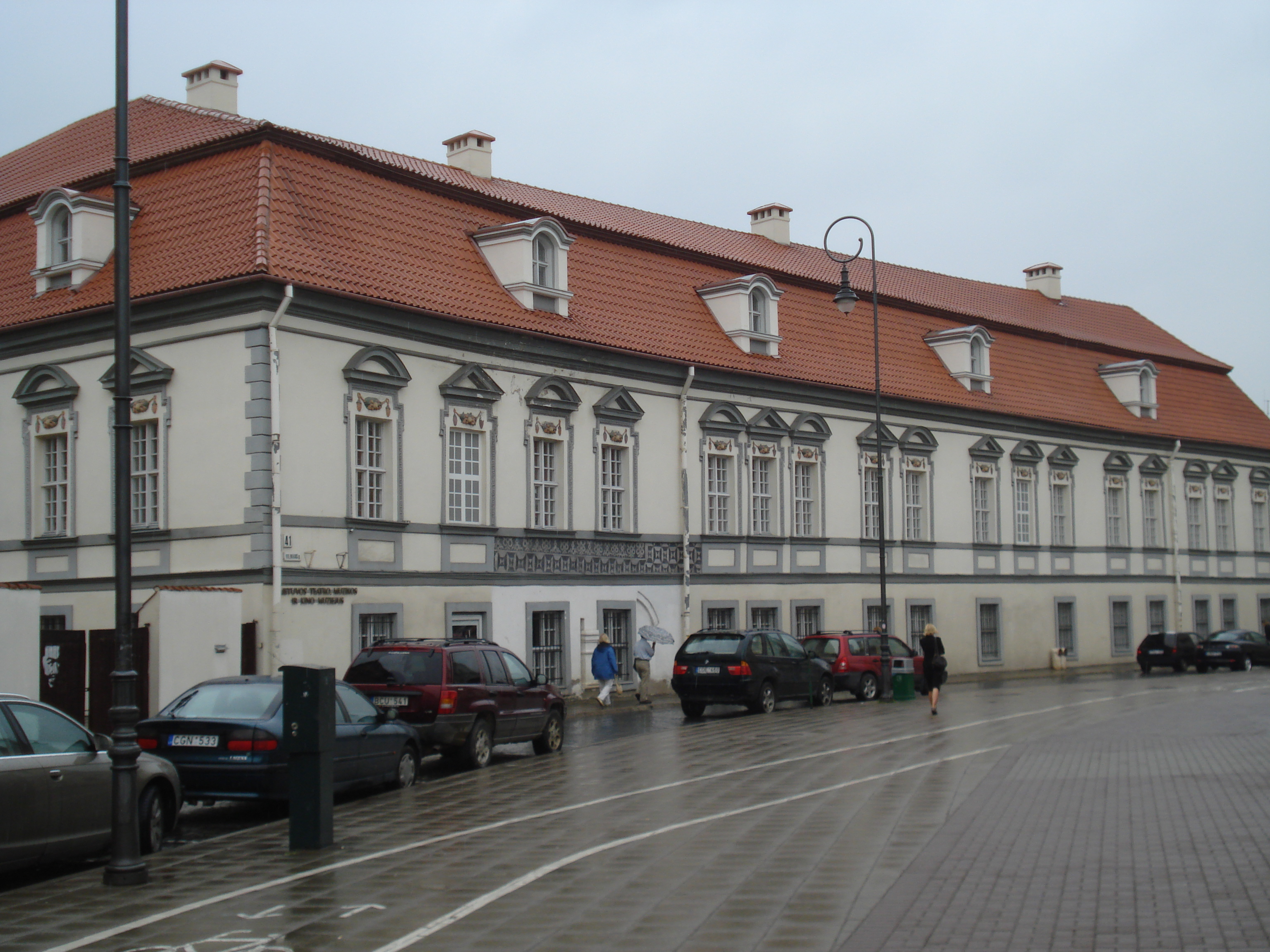
Выгнутый главный фасад

В XVI веке собственником дворца на большом участке между нынешними улицами Траку и Клайпедос был Николай Радзивилл Чёрный; позднее дворец принадлежал воеводе виленскому Михаилу Казимиру Радзивиллу, затем гетману великому литовскому Михаилу Казимиру Радзивиллу «Рыбоньке», который проводил во дворце пышные балы, а его жена Франциска Урсула Радзивилл устроила в 1747 году частный театр — крупнейший в тогдашнем Вильно. Здесь и позднее играли бродячие труппы актёров. К 1780 году дворец стоял в запустении и без крыши. Разрушавшиеся постройки при улице Траку приобрёл купец Мацей Макс. Здание при улице Виленской в 1801 году арендовала, а затем приобрела в собственность Мария Корвель-Моравская.
На этом месте в конце XVI века стояло несколько одноэтажных домов. В начале XVII века готические постройки были соединены в одно здание с двухтажной галереей со стороны двора. В соседнем дворце Оскерков (пострадавшем во время Второй мировой войны и не сохранившемся) в конце XVIII века начал работать первый постоянный театр в Вильно под руководством Войцеха Богуславского, а затем перешёл в малый дворец Радзивиллов. Здание приспособил под нужды театра архитектор Пьетро де Росси. Театр действовал здесь в 1796—1810 годах. Театром в 1796—1801 годах руководил Доминик Моравский, в 1801—1805 годах Мария Корвель-Моравская, с 1805 года — Мацей Кажинский. 
После реконструкции в начале XIX века (1808) дворец приобрёл украшения, характерные для классицизма.
В 1810 году театр перебрался в здание бывшей Ратуши, однако различные труппы играли в Малом дворце Радзивиллов до 1845 года.
После 1845 года здание было переделано под квартиры, неоднократно перестраивалось и ремонтировалось. В 1974—1982 годах во дворце были подсобные помещения Молодёжного театра. После завершения реставрационных работ (автор проекта Гражина Юкнявичене) во дворце обосновался Музей театра, музыки и кино.